# Campionato Internazionale 1911-1912
La stagione 1911-1912 è stato il quarto Campionato Internazionale, e ha visto campione l'Hockey Club Les Avants.

## Gruppi

### Gruppo 1

#### Classifica
| Posizione | Squadra                 | G | V | N | P | GF | GF | DR | Punti | Osservazioni            |
| --------- | ----------------------- | - | - | - | - | -- | -- | -- | ----- | ----------------------- |
| 1.        | Les Avants              | 2 | 2 | 0 | 0 | 13 | 1  | 12 | 4     | Qualificato alla finale |
| 2.        | Engelberg               | 2 | 0 | 1 | 1 | 2  | 8  | -6 | 1     |                         |
| 3.        | Akademischer EHC Zürich | 2 | 0 | 1 | 1 | 1  | 7  | -6 | 1     |                         |

#### Risultati
| Engelberg 20/21 gennaio 1912 | Engelberg | 1 – 1 referto | Akademischer EHC Zürich |  |

| Engelberg 20/21 gennaio 1912 | Les Avants | 7 – 1 referto | Engelberg |  |

| Engelberg 20/21 gennaio 1912 | Les Avants | 6 – 0 referto | Akademischer EHC Zürich |  |

### Gruppo 2

#### Classifica
| Posizione | Squadra         | G | V | N | P | GF | GF | DR | Punti | Osservazioni            |
| --------- | --------------- | - | - | - | - | -- | -- | -- | ----- | ----------------------- |
| 1.        | CP Lausanne     | 2 | 2 | 0 | 0 | 4  | 2  | 2  | 4     | Qualificato alla finale |
| 2.        | Bellerive Vevey | 2 | 0 | 1 | 1 | 4  | 5  | -1 | 1     |                         |
| 3.        | Ginevra         | 2 | 0 | 1 | 1 | 4  | 5  | -1 | 1     |                         |

#### Risultati
| Engelberg 20/21 gennaio 1912 | Bellerive Vevey | 3 – 3 referto | Ginevra |  |

| Engelberg 20/21 gennaio 1912 | CP Lausanne | 2 – 1 referto | Ginevra |  |

| Engelberg 20/21 gennaio 1912 | Bellerive Vevey | 1 – 2 referto | CP Lausanne |  |

## Finale
| Engelberg 20/21 gennaio 1912 | Les Avants | 2 – 1 referto | CP Lausanne |  |

## Verdetti
| Campionato Internazionale 1911-1912 | Campionato Internazionale 1911-1912 |
| ----------------------------------- | ----------------------------------- |
| Campionato Internazionale           | Les Avants                          |